# Пітерсбург (Іллінойс)
Пітерсбург (англ. Petersburg) — місто (англ. city) в США, в окрузі Менард штату Іллінойс. Населення — 2258 осіб (2020).

## Географія
Пітерсбург розташований за координатами 40°0′50″ пн. ш. 89°50′51″ зх. д. / 40.01389° пн. ш. 89.84750° зх. д. (40.013827, -89.847621).  За даними Бюро перепису населення США в 2010 році місто мало площу 3,77 км², уся площа — суходіл. В 2017 році площа становила 4,05 км², уся площа — суходіл.

## Демографія
Згідно з переписом 2010 року, у місті мешкало 2260 осіб у 984 домогосподарствах у складі 597 родин. Густота населення становила 599 осіб/км².  Було 1076 помешкань (285/км²).
Расовий склад населення:
| - 97,1 % — білих - 0,7 % — чорних або афроамериканців - 0,4 % — азіатів - 0,3 % — корінних американців |

До двох чи більше рас належало 1,3 %. Частка іспаномовних становила 0,8 % від усіх жителів.
За віковим діапазоном населення розподілялося таким чином: 24,4 % — особи молодші 18 років, 58,3 % — особи у віці 18—64 років, 17,3 % — особи у віці 65 років та старші. Медіана віку мешканця становила 39,1 року. На 100 осіб жіночої статі у місті припадало 86,9 чоловіків;  на 100 жінок у віці від 18 років та старших — 85,2 чоловіків також старших 18 років.
Середній дохід на одне домашнє господарство  становив 52 849 доларів США (медіана — 36 071), а середній дохід на одну сім'ю — 69 703 долари (медіана — 60 852). Медіана доходів становила 51 313 долари для чоловіків та 27 792 долари для жінок. За межею бідності перебувало 21,7 % осіб, у тому числі 36,8 % дітей у віці до 18 років та 15,0 % осіб у віці 65 років та старших.
Цивільне працевлаштоване населення становило 973 особи. Основні галузі зайнятості: освіта, охорона здоров'я та соціальна допомога — 29,5 %, роздрібна торгівля — 19,1 %, мистецтво, розваги та відпочинок — 8,8 %, виробництво — 8,1 %.